# Бакар(I)-хлорид
Бакар(I)-хлорид (купро-хлорид) је неорганско хемијско једињење хемијске формуле CuCl.

## Добијање
- Загревањем раствора куприхлорида у концентрованој хлороводоничној киселини са металним бакром, обично у облику опиљака:

CuCl2 + Cu → 2CuCl
- Провођењем сумпор-диоксида кроз раствор куприсулфата и натријум-хлорида:

2CuSO4 + 2NaCl + SO2 + 2H2O → 2CuCl + 2NaHSO4 + H2SO4
У оба случаја, добијени талог се одвоји цеђењем, испира се и суши.

## Физичко-хемијске особине
Купро-хлорид је бела чврста супстанца, нерастворна у води. На ваздуху постепено добија зелену боју услед грађења базног куприхлорида. Са хлороводоничном киселином гради комплексна једињења. Са амонијаком такође гради комплексно једињење, чији безбојан раствор на ваздуху постаје затвореноплав. Пошто лако апсорбује угљен-моноксид, у ту сврху се и употребљава. Овај (амонијачни) раствор апсорбује и ацетилен при чему се гради црвени талог купро-ацетилида, иначе експлозивно једињење, а које представља доказ за присуство ацетилена.